# Montes Muchinga
Los montes Muchinga son una cadena montañosa del África Oriental, que consiste en una estrecha sierra de 700 kilómetros de largo. Se ubica en el estenordeste de Zambia. En torno a un 67% es un bosque protegido que alberga docenas de especies de plantas y aves endémicas. Es una fuente importante de agua para el río Luangwa, que se encuentra al este y el norte, y por la otra vertiente desemboca en la cuenca del Congo, así que actúa de línea divisoria entre las cuencas.

## Geografía
La sierra se eleva entre 150 y 200 km al sudoeste de Lago Bangwelo y del adyacente pantano Bangweulu de acuerdo con diferentes datos hasta los 2.164 m de altura. Forma parte de la divisoria entre las redes de drenaje del Congo y del Zambeze.

## Escarpe de Muchinga
La cordillera se extiende de sudoeste a nordeste paralelamente al río Luangwa, dejando un gran espacio entre el llamado escarpe de Muchinga, al oeste, y el río Luangwa, al este, donde hay cuatro parques nacionales: Luangwa Sur y Luangwa Norte en la provincia de Muchinga. El escarpe crea un desnivel de mil metros de altura en forma de acantilados rocosos o escalones que definen el paisaje desde el horizonte y que representan el límite occidental de los parques.
El estrato dominante del valle del Luangwa está formado por rocas sedimentarias del sistema Karoo pérmico en el llano, mientras que los escarpes a este y peste del valle del Luangwa están formados por rocas ígneas (granito) y metamórficas (gneiss y cuarcita).
En el escarpe, las rocas graníticas y metamórficas favorecen la presencia de cascadas. Las corrientes están envueltas por una densa vegetación (conocida como mushitu en idioma cibemba), que se extiende por las áreas pantanosas adyacentes. El canope de los árboles puede tener 20 m de altura. Los árboles más altos de la vegetación tipo incluyen Syzygium  cordatum,  Breonadia  salicina, Cleistanthus polystachyus,   Syzygium guineense subsp. afromon-tanum, Uapaca  lissopyrena, Uapaca sansibarica y Apodytes dimidiata. De todos modos, la mayor parte del escarpe está cubierto por bosques de miombo, que se dividen en dos tipos según la altitud. Por encima de 1000 m dominan las especies Brachystegia  utilis y Brachystegia  spiciformis. En las zonas con menos suelo y mantillo domina una mezcla de Brachystegia y Julbernardia.

## Ríos más grandes
En los mismos montes Muchinga fluyen solo pequeños arroyos y ríos que más tarde transcurren en paralelo a la sierra en dirección nordeste-suroeste desembocando en los ríos Chambeshi y Luangwa.